# Kopalnia Węgla Kamiennego Wujek
Das Steinkohlenbergwerk „Wujek“ (poln.: wujek: Onkel, Oheim; vom deutschen Namen Oheimgrube) ist ein zur Polska Grupa Górnicza gehörendes polnisches Kohlebergwerk in Katowice. 2021 stellte es die Förderung ein.

## Geschichte
Das Bergwerk Wujek in Katowice-Brynów wurde teils 1842, teils 1899 gegründet. In diesem Gebiet gab es schon seit Ende des 18. Jahrhunderts Bergbauaktivitäten; 1788 gründete Wilhelm Jaenkner die Zeche Charlotte bei Zalenzer Halde. Dann erhielt 1801 Johann Ferdinand Kohlhaas das Recht, auf seinem Land bei Kattowitz Bergbau zu betreiben, und gründete die Zeche Beate. Diese Zeche förderte von 1801 bis 1806 und nach einer Unterbrechung von 1836 bis 1880. Später wurde sie mit fünf anderen Zechen zur „Oheimgrube“ zusammengeschlossen.
Dieser Teil war 1842 durch Albert von Sallay und Franz Winckler gegründet worden. Nach mehreren Besitzerwechseln des Sallayschen Anteils wurde 1895 die Gewerkschaft Oheim gegründet, deren Mehrheitseigner der Prinz zu Hohenlohe-Oehringen war. 1905 übernahm die Hohenlohe-Werke AG 501 der 1.000 Anteile der Gewerkschaft. Die Vorbereitungen für den Kohleabbau begannen 1899 und im Jahr 1900 konnte die erste Kohle zutage gefördert werden, nachdem man erfolgreich das Deckgebirge in Zalenzer Halde durchörtert hatte. Bis zu einer Tiefe von 306 Metern war man auf fünf Flöze mit Mächtigkeiten zwischen 1,2 m und 4,2 m gestoßen. Schon vorher hatte es in diesem Gebiet seit dem Ende des 18. Jahrhunderts Bergbauaktivitäten gegeben, die 1788 in der von Wilhelm Jaenkner gegründeten Zeche Charlotte gemündet waren. Auch erhielt 1801 Johann Ferdinand Kohlhaas das Recht, auf seinem Land bei Katowice Bergbau zu betreiben und gründete die Zeche Beate. Sie bildete zusammen mit Albert, Victor, Bonin, Praeservativ und Kleine Helene eine Betriebsgemeinschaft mit Oheim, so dass diese insgesamt über ein Feld der Größe von 4,64 km² verfügte. Nach Süden hin war das Abbaugebiet durch das Bergbaugebiet der freien Standesherrschaft Pleß begrenzt, nach Osten durch den Besitz der Erben von Giesche.
Die ersten auf dem Feld Oheim selbst abgeteuften Schächte waren Hohenlohe (später Lechia) und Kramsta (später Krakus), 1907 kam ein Wetterschacht auf dem Betriebsgelände hinzu. Bis 1912 waren 29 Flöze mit einer Gesamtmächtigkeit von 31,3 Metern erschlossen beziehungsweise erkundet.
1918/1919 wurden soziale Reformen für die Bergleute beschlossen. So wurde z. B. die Arbeitszeit auf acht Stunden pro Tag begrenzt. Die Zeche geriet zu einem Brennpunkt während der Aufstände in Oberschlesien und wurde nach der Teilung Oberschlesiens dem neugeschaffenen Bergamt Katowice unterstellt. 1922 hatte die nunmehrige Zeche „Wujek“ 4.016 Mitarbeiter. 1939 wurde die Zeche von der deutschen Wehrmacht besetzt. Am 23. Januar 1945 verließen die letzten Soldaten der Wehrmacht das Bergwerk. Es wurde sofort begonnen, die Kriegsschäden zu beseitigen. Dazu wurden auch Kriegsgefangene eingesetzt. Ende der 1970er Jahre waren über 6.000 Menschen in der Zeche beschäftigt.

### 1980er

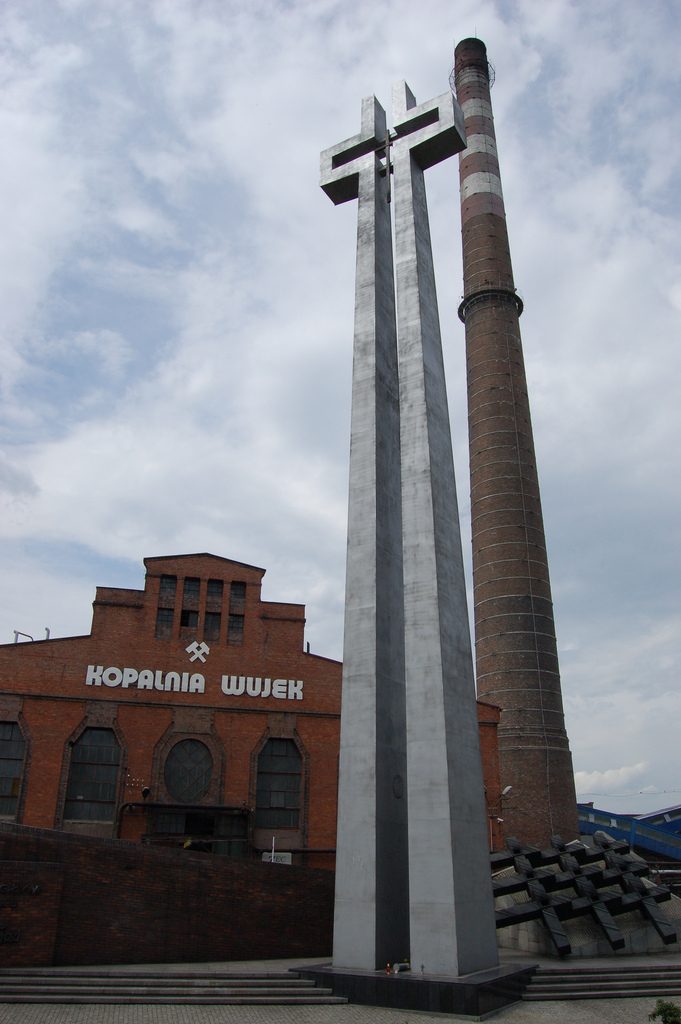
Das Gedenkkreuz vor der Zeche für die am 16. Dezember 1981 getöteten Bergleute.

Während der Streiks im August 1980 kam es auch in der Zeche Wujek zu Arbeitsniederlegungen. Diese wurden am 3. September 1980 mit der Unterzeichnung eines Abkommens zwischen der Regierung und den Streikenden beendet.

#### „Pazifizierung“ des Besetzungsstreiks 1981
Nach der Verhängung des Kriegsrechts in Polen am 13. Dezember 1981 und der Verhaftung des Vorsitzenden der örtlichen Solidarność kam es ab dem 14. Dezember 1981 zu einem Besetzungsstreik in der Zeche. Am 15. Dezember 1981 wurden Einheiten der Polizei und der Armee in der Umgebung der Zeche zusammengezogen. Die von Panzern unterstützte gewaltsame Niederschlagung des Protestes begann am Vormittag des 16. Dezember 1981. Bei der Erstürmung der Zeche wurden von den Angehörigen der Sonderpolizeieinheit ZOMO neun Bergleute erschossen und 21 verletzt.

##### Folgen
In den Jahren 1982, 1997, 1999, 2002 und 2007 gab es verschiedene Prozesse rund um die Ereignisse am 16. Dezember 1981; diese endeten mit Einstellung bzw. bei der Wiederaufnahme mit Haftstrafen.

##### Gedenken
Am 15. Dezember 1991 wurde auf dem Zechengelände ein Gedenkkreuz für die bei der „Pazifizierung“ vom 1981 getöteten Bergleute (poln. Pomnik poległych górników KWK Wujek) errichtet.
Die Ereignisse vom Dezember 1981 wurden im Film Śmierć jak kromka chleba (Der Tod gleicht einer Brotscheibe) in der Regie von Kazimierz Kutz 1994 verfilmt.
Im Dezember 2008 wurde auf dem Zechengelände ein Gedenkmuseum eröffnet.

### Nach 1990
Am 1. März 1993 wurde das Bergwerk von einem volkseigenen Betrieb in ein privatrechtliches Unternehmen umgewandelt, dessen Eigentümer das polnische Finanzministerium war. Die unternehmerische Selbständigkeit wurde am 2. Juni desselben Jahres schon wieder beendet, und die Zeche wurde Teil der Katowicki Holding Węglowy.
Am 1. Januar 2005 fusionierten die Bergwerke Wujek und KWK Śląsk in Ruda Śląska zur Kopalnia Węgla Kamiennego „Wujek“ mit den beiden Förderstandorten Ruch Śląsk und Ruch Wujek. Am 29. April 2016 übernahm die Polska Grupa Górnicza von der insolventen Kompania Węglowa 11 Steinkohlenbergwerke, darunter das Bergwerk Wujek. 
Bei einer Methangasexplosion in 1050 Meter Teufe im Jahr 2009 kamen 20 Bergleute ums Leben und über 30 wurden verletzt.
Am 5. Januar 2012 kam es in 700 m Teufe zu einem Brand; drei Tage später waren die Löscharbeiten abgeschlossen. Wegen des Feuers gab es zu Beginn des Jahres 2012 Überlegungen, das Bergwerk zu schließen.
Nach einem Gebirgsschlag 2015, bei dem zwei Bergleute zu Tode kamen, wurde die Abteilung Śląsk zu Jahresbeginn 2018 stillgelegt.

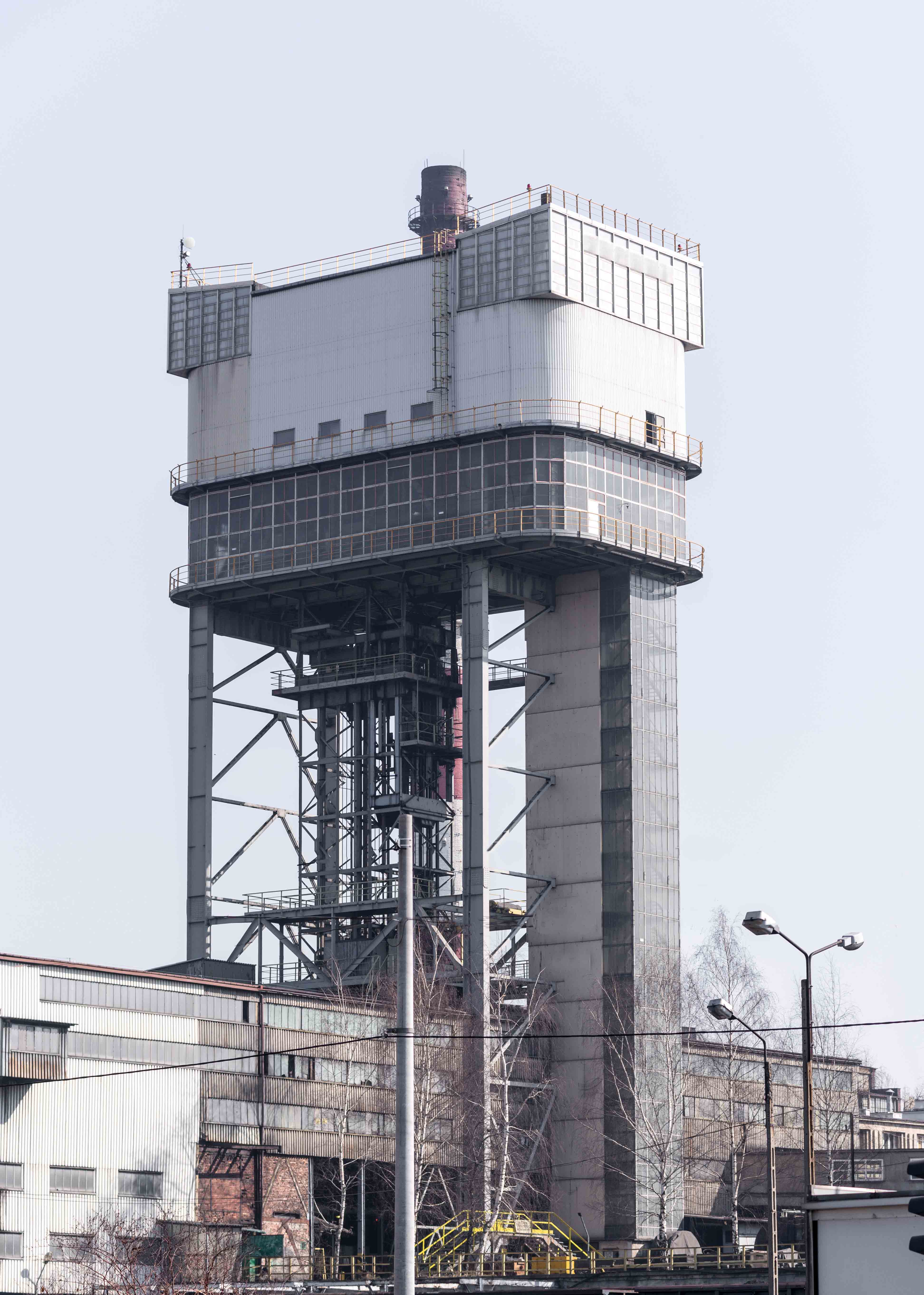
Hammerkopfförderturm über Schacht Lechia

## „Wujek“ heute
In der fusionierten Kopalnia Węgla Kamiennego „Wujek“ Ruch Wujek waren 4.553 Menschen beschäftigt (Stand April 2012). Die tägliche Abbauleistung lag bei 1.000 Tonnen und die Jahresförderung bei 2.720.000 Tonnen. Der Vorrat an noch abbaubarer Kohle wurde auf 60.050.000 Tonnen beziffert. Am 1. April 2012 übernahm Adam Zelek die Leitung der Zeche. 2021 wurde die Förderung eingestellt.

## Förderzahlen
- 1913: 622.782 t
- 1938: 1,21 Mio. t
- 1970: 2,09 Mio. t
- 1979: 3,82 Mio. t
- 2014: 2,53 Mio. t